# Morris S. Tremaine
Morris Sawyer Tremaine (* 27. Februar 1871 in Fort Dodge, Kansas; † 12. Oktober 1941) war ein US-amerikanischer Geschäftsmann und Politiker.

## Werdegang
Morris Sawyer Tremaine, Sohn von William Scott Tremaine, einem Militärarzt aus New York, der in Fort Dodge stationiert war und 1872 zu den Gründern der Town Dodge City gehörte, wurde 1871 im Ford County geboren. Die Tremaines waren eine alte Cornish American Familie.
Er lebte in Buffalo (New York), wo er im Alter von 17 Jahren als ein Tally Boy an den Docks zu arbeiten begann. Im Laufe der Zeit gründete er ein Versicherungsunternehmen, ein Bauholzunternehmen und ein Stahltürunternehmen, bevor er als Demokrat in die Politik ging. Am 21. Juni 1898 heiratete er Maude Middledith in Plainfield (New Jersey).
Bei den Wahlen im Jahr 1926 wurde er zum New York State Comptroller gewählt und in den Jahren 1928, 1930, 1932, 1934, 1936 und 1938 wiedergewählt. Er bekleidete den Posten von 1927 bis zu seinem Tod 1941.
Er hat einmal folgendes gesagt:

„Those who believe that we have reached the limit of business progress and employment opportunity in this country are like the farmer who had two windmills and pulled one down because he was afraid there was not enough wind for both.“